# Entiqui de Ravenna
Entiqui fou exarca de Ravenna del 711 al 713.
Fou nomenat per combatre la revolta de Ravenna, que sota el seu cap Georgius s'havia estès a Forli, Forlimpopoli, Cervia i altres ciutats. Després d'uns mesos de lluita els romans d'Orient van restaurar la seva autoritat.
El va succeir Escolàstic el 713.